# 高田稔
高田 稔（、1899年〈明治32年〉12月20日 - 1977年〈昭和52年〉12月27日）は、大正・昭和期の俳優、映画プロデューサー。本名同じ。旧芸名は高田 昇（）。妻は元女優の光喜三子。

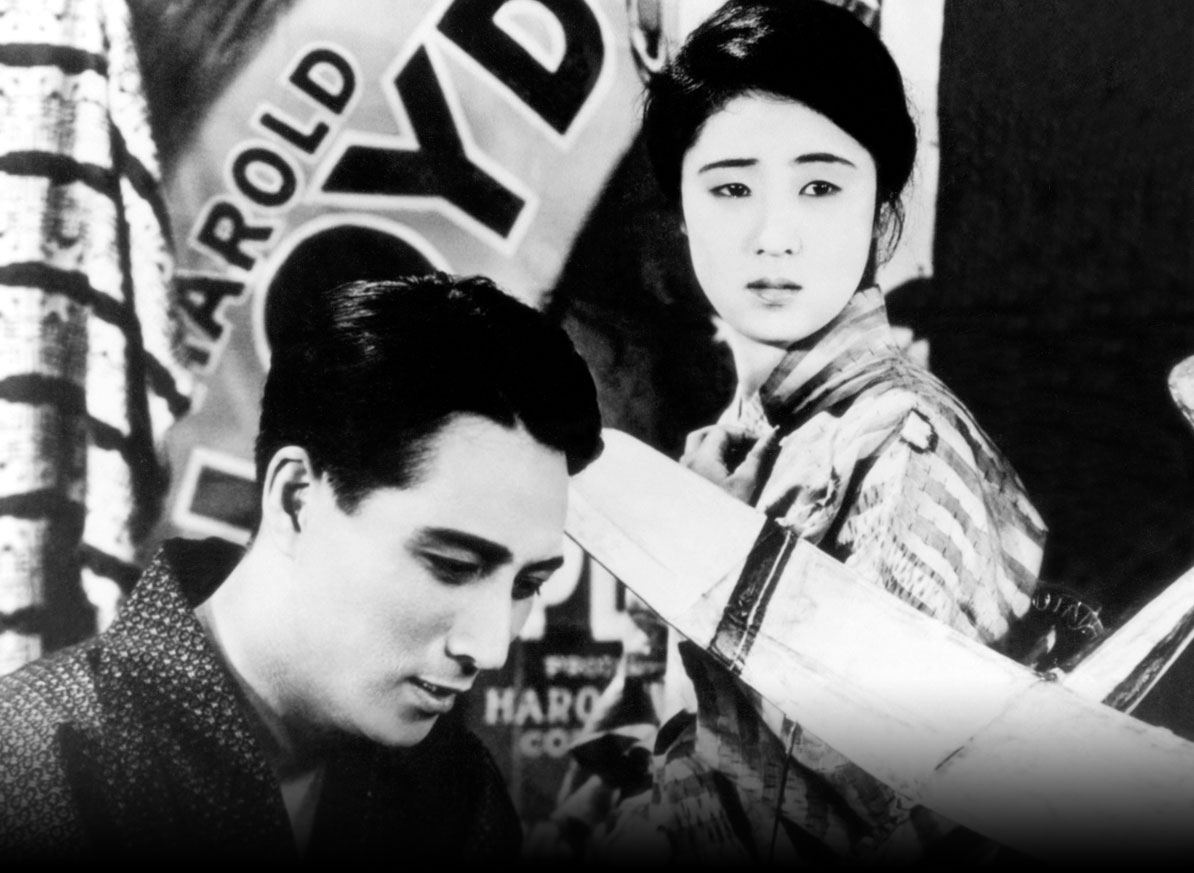
『大学は出たけれど』1929年。田中絹代と

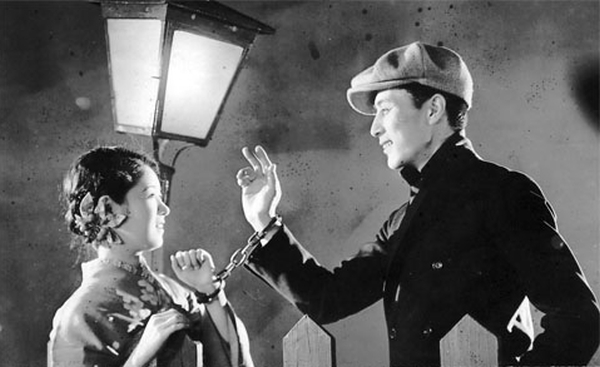
佐々木恒次郎監督の『朗らかに泣け』1931年5月公開。田中絹代と

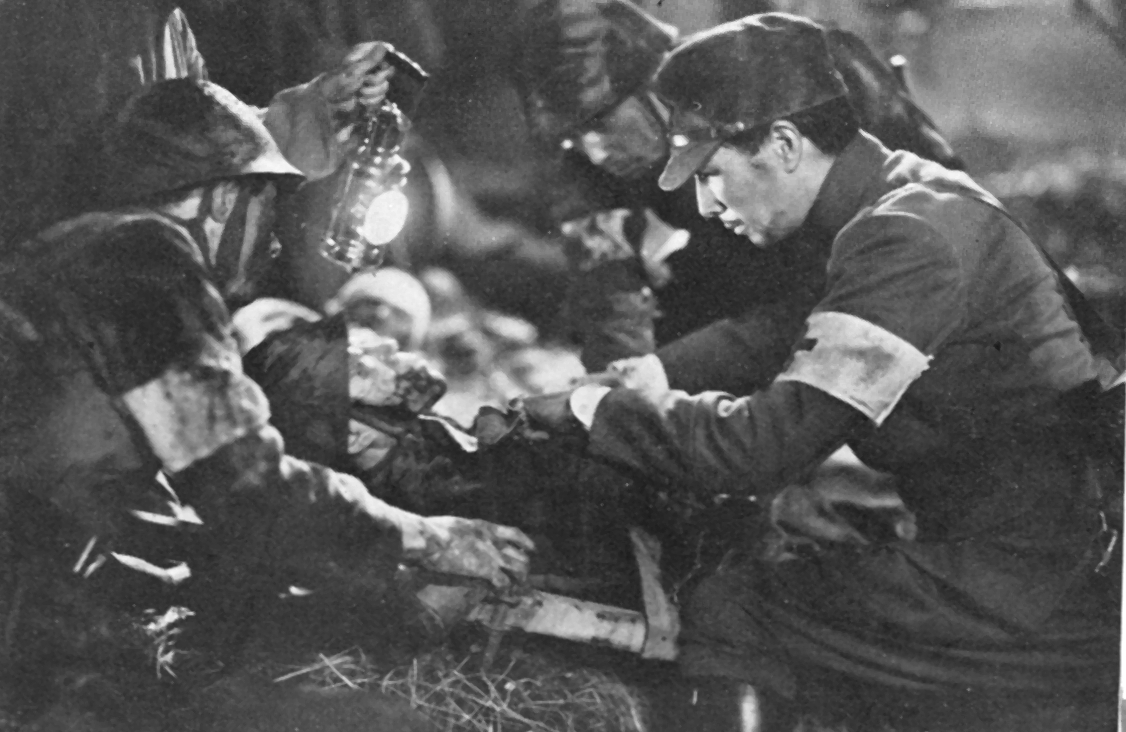
主役の軍医を演じた『牧場物語』1938年9月公開、木村荘十二監督作

無声映画・初期トーキー映画時代に松竹蒲田撮影所や新興キネマなどで活躍した二枚目スター。初期は浅草オペラの舞台で活躍し、戦後は東宝、テレビドラマなどで脇役として長く活躍した。

## 来歴

### 誕生・浅草オペラ時代
1899年（明治32年）12月20日、秋田県雄勝郡東成瀬村に、旧藩の御殿医者の息子として生まれる。
1917年（大正6年）、獨逸学協会学校中学部を卒業後、東洋音楽学校（現在の東京音楽大学）に入る。1918年（大正7年）、同学校を中退して同郷の先輩である石井漠の一座に入り、高田昇という芸名で浅草オペラの舞台に立つ。1919年（大正8年）、石井を中心とするオリエンタル協会が結成され、日本各地から朝鮮辺りまで巡業するが、この間、前年に日本はロシア革命干渉を目的とするシベリア出兵を開始しており、高田は1920年（大正9年）に騎兵第八聯隊に所属して従軍する。1922年（大正11年）10月、陸軍中尉で帰還し、除隊。1923年（大正12年）、博多で現代劇社を創立し、再び舞台に立つ。

### 映画デビュー
1924年（大正13年）、帝国キネマ芦屋撮影所に入社。芸名も本名の高田稔と改名し、同年、松本英一監督のサイレント映画『大盗伝』で映画デビュー。以後、『七日恋して』『緑死病』などに端役として出演するが、主役は得られず、同年9月、東亜キネマ甲陽撮影所に移籍する。同年、山本嘉次郎監督の入社第1作『断雲』で鈴木澄子の恋人役に起用され、悪人の為に殺され、鈴木澄子扮する恋人は発狂し、夕陽が落ちて、この悲劇の上に断雲が流れるという何とも救いようの無いドラマの主人公ではあったが、高田はこれでようやく映画俳優としての将来に希望を持つことができたという。以後、『諷刺小品集』『若者よさらば』など多数の作品で主演を務め大活躍する。また、1925年（大正14年）、日活・松竹と共作になった坂田重則監督映画『大地は微笑む』前後篇で主役の大学生村田慶一に抜擢されるが、日活では当時新人だった中野英治、松竹では井上正夫が演じた。その後、竹村信夫とコンビを組んで『恋は死よりも強し』『爆弾児』など多数の作品で共演する。
1926年（大正15年）、次第に竹村との活劇に嫌気がさした高田は東亜キネマを退社し、独立製作発声映画所を創立するも失敗に終わり、1927年（昭和2年）、東亜キネマに復帰する。等持院撮影所で長尾史録監督映画『王政復古』などに出演したが、映画監督の小沢得二が1928年（昭和3年）6月に創立した小沢映画聯盟に誘われて入社。『掏摸の家』『南方の秘密』に主演を務めたが、間も無く解散。同年10月、再び東亜キネマへ戻り、再び多数の作品で主演を務めた。

### 松竹・不二映画・新興時代
映画デビューから5年間の間に頻繁に所を変える迷走ぶりであった高田だが、1929年（昭和4年）7月、今度は松竹蒲田撮影所に移籍。岩田祐吉らに代わる二枚目俳優として起用される。同撮影所の初主演作品は同年の小津安二郎監督映画『大学は出たけれど』であり、大学は出たけれど不景気時代で就職口の無い青年を演じ、田舎から田中絹代扮する婚約者を連れて上京して来た母親との間に悲喜劇を巻き起こすという内容である。小品ではあったが、小津一流のユーモアとペシミズムを盛った佳作と言われ、高田は先の良い第二のスタートを切る。以後、八雲恵美子、及川道子、栗島すみ子、田中絹代らと共演し、鈴木傳明、岡田時彦と並んで「松竹三羽烏」と称されるようになる。1930年（昭和5年）1月、岡田と共に幹部に昇格し、多数の作品に主演した。
1931年（昭和6年）9月、鈴木が不二映画社を創立するに及び、岡田と共に同撮影所を脱退して参加する。1932年（昭和7年）3月、同撮影所を豊島園に設置。この間に数本の映画に出演した後、解散目前の同年末に岡田と共に新興キネマ太秦撮影所に移籍する。1933年（昭和8年）、木村恵吾監督映画『街の青空』が入社第1作。しかし1934年（昭和9年）1月、岡田が急死。同年3月、久米正雄の人気小説を田坂具隆監督が映画化した『月よりの使者』で、当時人気絶頂だった入江たか子と共演。入江扮する高原療養所の看護婦と恋を囁く胸を病む青年を演じ、この映画の大ヒットと共に絶大な人気を得た。

### 高田稔プロダクション設立
1934年9月、豊島園富士スタジオ（旧不二映画撮影所）を拠点に高田稔プロダクションを設立。新興キネマと提携して自らトーキー映画製作を行い、主演を務めた。サイレント映画時代には人気スターの独立プロが流行していたが、お金のかかるトーキーの時代になってからの独立プロは異例の事であった。
しかし1936年（昭和11年）11月、提携先の新興キネマの経営悪化により首脳陣が松竹系に一新されると同時にスター・プロダクションは解約され、同プロも阪東妻三郎プロダクション、市川右太衛門プロダクション、嵐寛寿郎プロダクションと共に、同年12月の牛原虚彦監督映画『暴風』で主演したのを最後に解散を余儀なくされた。

### 新興キネマから東宝へ
1937年（昭和12年）2月、東宝の前身であるP.C.L.映画製作所に入社。毎日新聞と東京日日新聞連載の吉屋信子の人気小説を山本監督が映画化した『良人の貞操』が高田入社第1作であり、1人の夫を巡って入江、千葉早智子扮する2人の妻をめぐる慈悲メロドラマである。この作品も大ヒットし、高田の人気はピークに達する。
同年9月、東宝に完全吸収された後も1943年（昭和18年）の今井正監督映画『望楼の決死隊』を始め、多数の作品に主演を務め、入江だけでなく、原節子、山田五十鈴とも共演している。しかし、戦争末期になると戦争映画の出演が多くなり、『決戦の大空へ』『加藤隼戦闘隊』などに出演。1945年（昭和20年）、今井監督映画『愛と誓ひ』に主演して間も無く終戦を迎える。

### 戦後
戦後はほとんど脇役に回り、1947年（昭和22年）の山本監督映画『新馬鹿時代』前後篇などに出演した後フリーとなり、各映画社の作品に出演する。1958年（昭和33年）から新東宝と契約して数本の映画に出演した後、1959年（昭和34年）半ばから再び東宝に復帰。また映画だけでなく、テレビドラマにも出演している。しかし1971年（昭和46年）、石田勝心監督映画『昭和ひとけた社長対ふたけた社員 月月火水木金金』を最後に映画界から退くが、1975年（昭和50年）まで東宝の専属俳優であった。特撮映画では、厳格な役柄を多く演じた。
1977年（昭和52年）12月27日午後2時42分、肝臓癌のため、東京都世田谷区の自宅で死去した。満78歳没。

## おもな出演作品

### 映画
- 大盗伝（1924年）
- 大地は微笑む（1925年）
- 大学は出たけれど（1929年）
- 明眸禍（1929年）
- 不壊の白珠（1929年、松竹）
- 結婚学入門（1930年、松竹）
- 朗かに歩め（1930年）
- 朗かに泣け（1931年）
- 有憂華（1931年4月）
- 月よりの使者（1934年）
- 突破無電（1935年）
- 掏摸の家（1936年）
- 良人の貞操（1937年）
- 禍福（1937年）
- 田園交響曲（1938年）
- 牧場物語（1938年）
- 忠臣蔵（1939年）
- まごころ（1939年）
- 樋口一葉（1939年） - 半井桃水 役
- 燃ゆる大空（1940年、東宝映画東京＝映画科学研究所） - 仁礼部隊長 役
- 闘魚（1941年）
- 白鷺（1941年5月）
- 虞美人草（1941年、東宝映画） - 甲野欽吾 役
- 望楼の決死隊（1943年） - 高津警部補 役
- 決戦の大空へ（1943年、東宝映画） - 南大尉 役
- 加藤隼戦闘隊（1944年）
- 山猫令嬢（1948年） - 高田 役
- 七つの宝石（1950年）
- 戦艦大和（1953年、新東宝） - 第二艦隊司令長官・伊藤整一中将 役
- 太平洋の鷲（1953年、東宝） - 近衛文麿 役[10]
- 金田一耕助シリーズ（片岡千恵蔵版）
  - 悪魔が来りて笛を吹く（1954年） - 玉虫伯爵 役
  - 犬神家の謎 悪魔は踊る（1954年） - 古舘恭三 役
- 日本敗れず（1954年、新東宝） - 林近衛師団長 役
- 潜水艦ろ号 未だ浮上せず（1954年、新東宝） - 川崎艦政本部長 役
- 透明人間（1954年、東宝） - 矢島 役[10][4]
- 緑はるかに（1955年、日活） - 博士（ヒロイン・ルリ子の父親） 役
- たそがれ酒場（1955年、新東宝） - 中小路龍介 役
- 明治天皇と日露大戦争（1957年、新東宝） - 山県有朋【陸軍大将、陸軍参謀本部参謀総長】役
- 汚れた肉体聖女（1958年）- 平晃介 役
- 潜水艦イ-57降伏せず（1959年、東宝） - 秋山少将 役[10]
- 宇宙大戦争（1959年、東宝） - 防衛司令官 役[10][4]
- お姐ちゃん罷り通る（1959年、東宝） - 中原敬太郎 役
- 世界大戦争（1961年、東宝） - 司令 役[10]
- 若大将シリーズ（東宝）
  - 日本一の若大将（1962年、東宝） - 井上の父 役
  - エレキの若大将（1965年、東宝） - 石山剛太郎 役
  - レッツゴー!若大将（1967年、東宝） - 稲川 役
  - フレッシュマン若大将（1969年、東宝） - 竹内社長 役
- 海底軍艦（1963年、東宝） - 防衛庁長官 役[10][4][5]
- 三大怪獣 地球最大の決戦（1964年、東宝）- 自治大臣 役[10][4][5]
- 日本一シリーズ
  - 日本一のホラ吹き男（1964年、東宝）- 就職課の先生 役
  - 日本一のゴマすり男（1965年、東宝） - 目高常務 役
- クレージー作戦シリーズ
  - 大冒険（1965年、東宝） - 大蔵大臣
  - クレージーの大爆発（1969年、東宝） - 大臣 役
- 奇巌城の冒険（1966年、東宝＝三船プロ） - コータンの老王 役
- 佐々木小次郎（1967年、東宝）
- 日本のいちばん長い日（1967年、東宝）- 保科善四郎海軍軍務局長 役
- 昭和ひとけた社長対ふたけた社員 月月火水木金金（1971年、東宝） - 山本 役

### テレビ
- 喧嘩太郎（1958年5月6日・13日、KR）
- ウルトラシリーズ
  - ウルトラQ 第4話「マンモスフラワー」（1966年1月23日、TBS） - 源田博士 役
  - ウルトラマン 第18話「遊星から来た兄弟」（1966年11月13日、TBS） - 防衛軍司令官 役
  - 帰ってきたウルトラマン 第36話「夜を蹴ちらせ」（1971年12月10日、TBS） - 鈴村四郎 役
- 氷点 第8話（1966年、NET）
- 平四郎危機一発 第12話「殺しのカルテ」（1967年、TBS）